# King Island (Nunavut)
King Island – niezamieszkana wyspa w Archipelagu Arktycznym, w regionie Qikiqtaaluk, na terytorium Nunavut, w Kanadzie. Znajduje się u zbiegu Cieśniny Hudsona i Morza Labradorskiego. Sąsiaduje m.in. z Leading Island, Holdridge Island, Clark Island, Niels Island, Observation Island, Dolphin Island, MacColl Island i Erhardt Island.